# Phlebotomus perniciosus
Phlebotomus perniciosus es una especie de díptero nematócero de la familia Psychodidae. Es el vector que transmite al parásito Leishmania donovani causante de la enfermedad del Mediterráneo llamada kala azar, una forma de leishmaniasis. El perro doméstico es el reservorio natural del parásito.
El díptero también transmite los virus Toscana y del Nilo Occidental. Solo las hembras intervienen en la transmisión de la leishmaniasis a huéspedes humanos.